# 烤爐

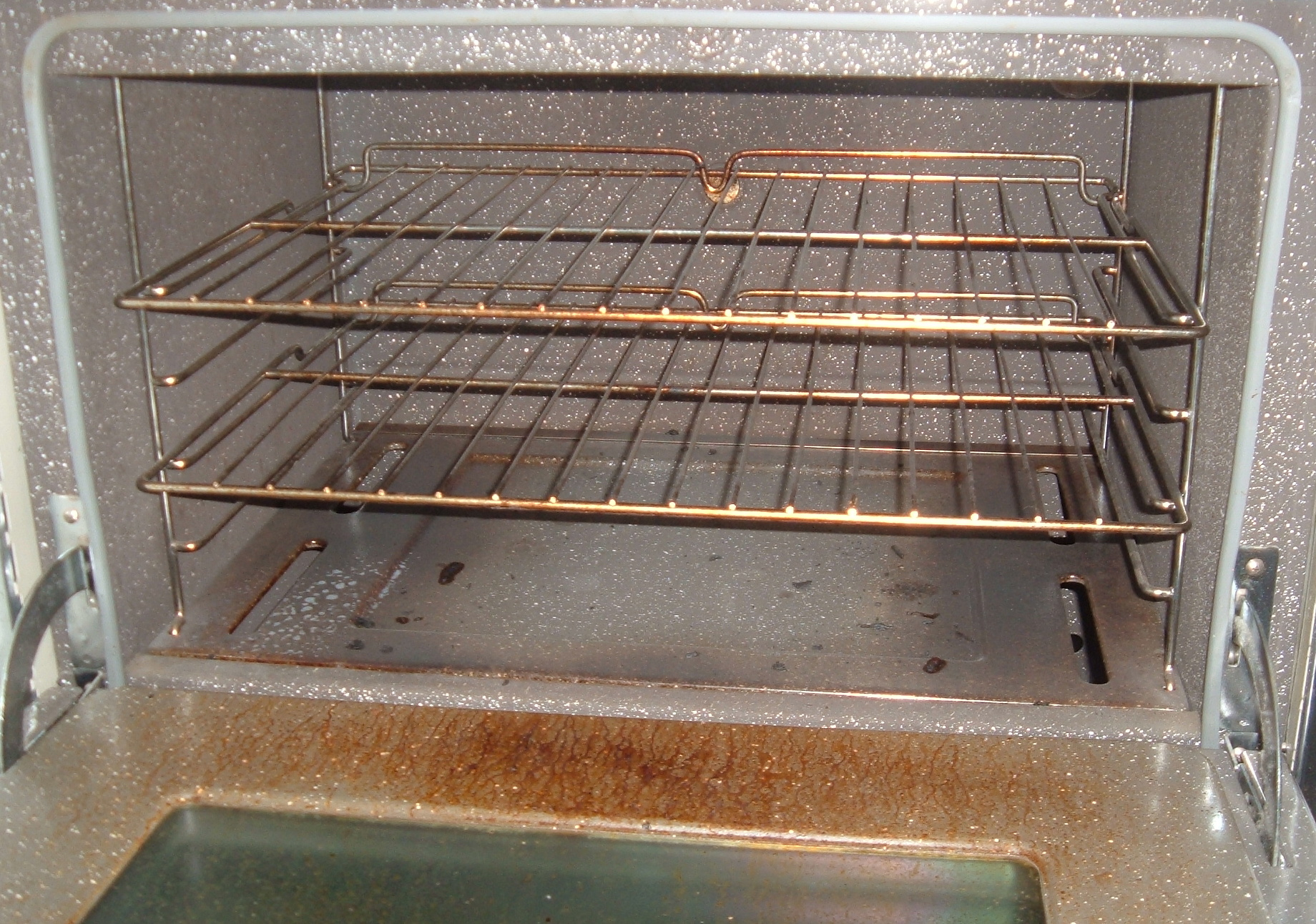
现代家用烤炉

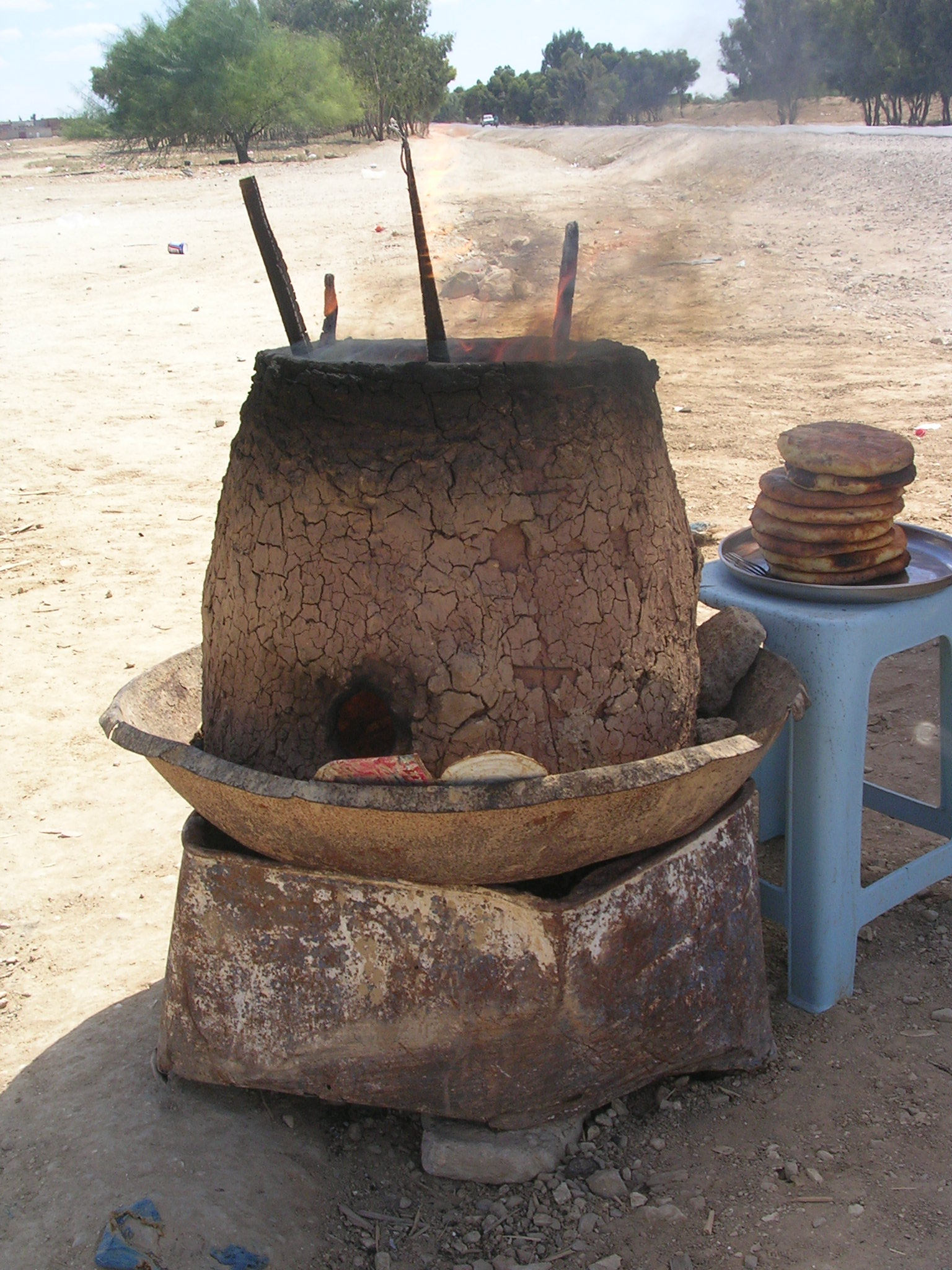
營業用烤炉（傳統）

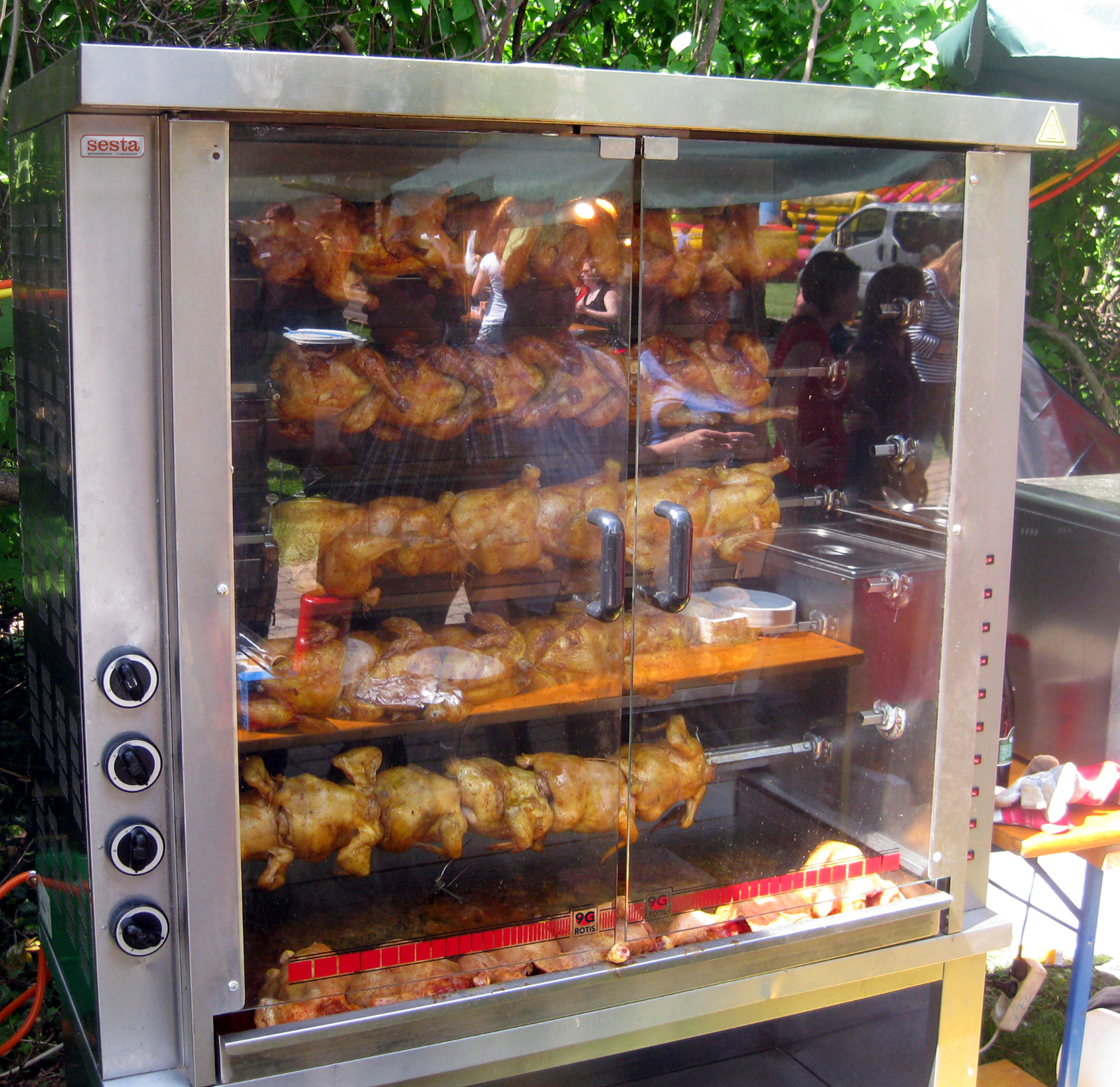
營業用烤炉（現代）

烤炉又称烘箱、烤箱、焗爐，是指用热空气烹调食品的一种装置，一般为封闭或半封闭结构。以开放形式用热空气加热的则称为燒烤。烤炉也可以用来泛指以热气体进行高温处理的装置。
在西方，烤炉是传统家庭厨房的常见设备，一般为卧式。在飛機上也常設有烤箱，以加熱飛機餐。在中国中原地带，烤炉传统上是餐饮行业使用而不是家用，多为立式。中国古代烤炉不普遍，可能是燃料不足导致的。
传统烤炉使用木头、煤炭燃烧加热。现代烤炉则多使用电热或天然气，而且有自动恒温系统。
烤炉的用途：
- 焗烤、烘焙面食。
- 烹调肉类和蔬菜，例如北京烤鸭。
- 为已完成的菜肴加热保温。
- 缓慢烹调不容易熟的食品，类似砂锅。
- 杀菌，175℃35分钟或者180℃20分钟。

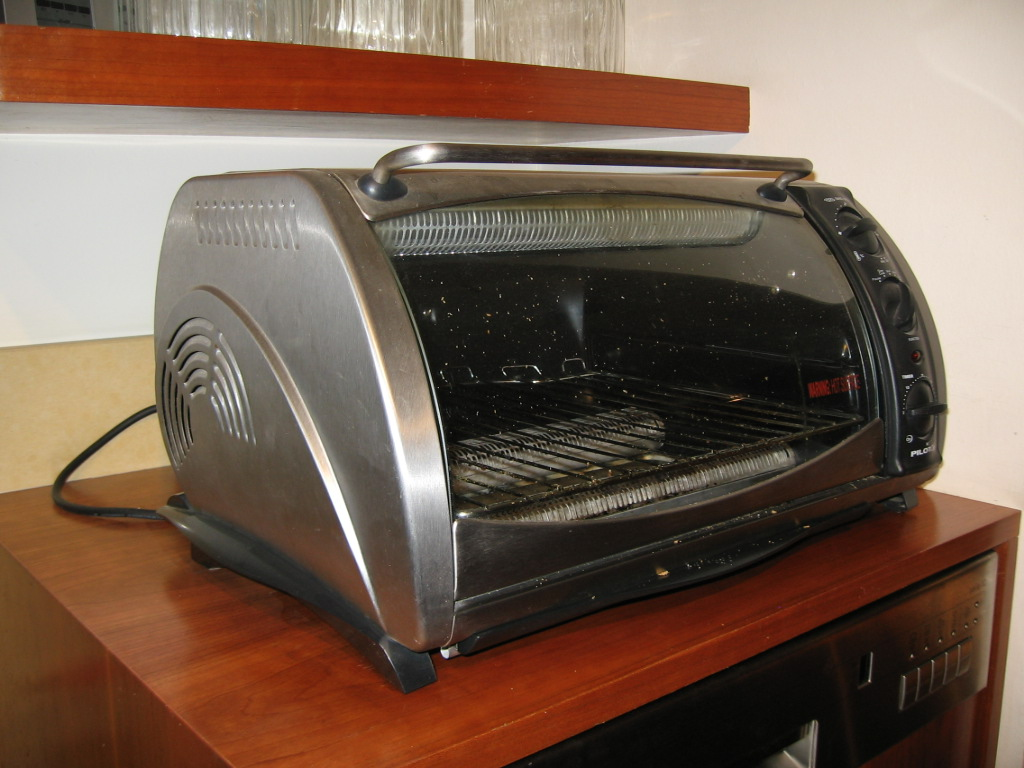
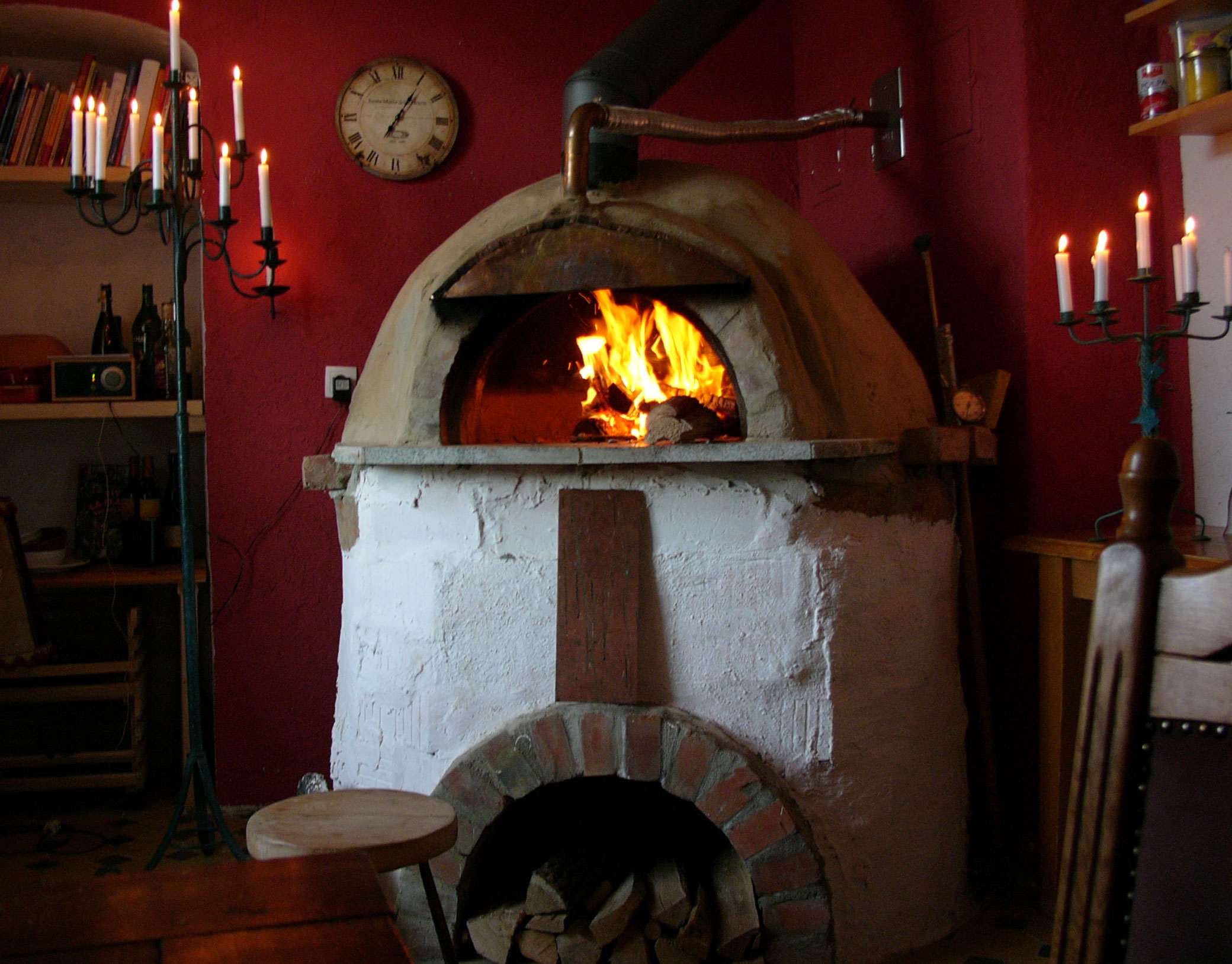
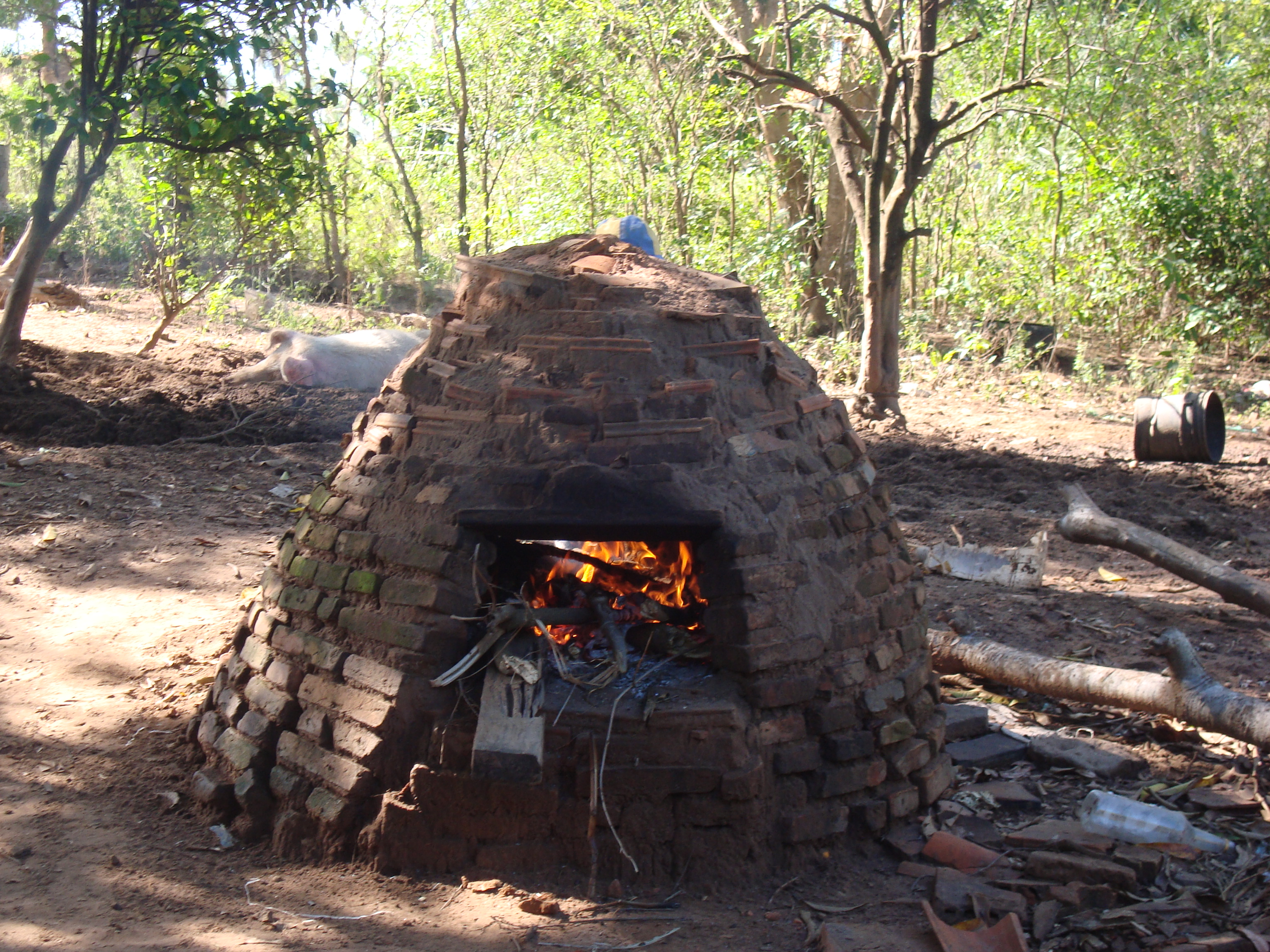
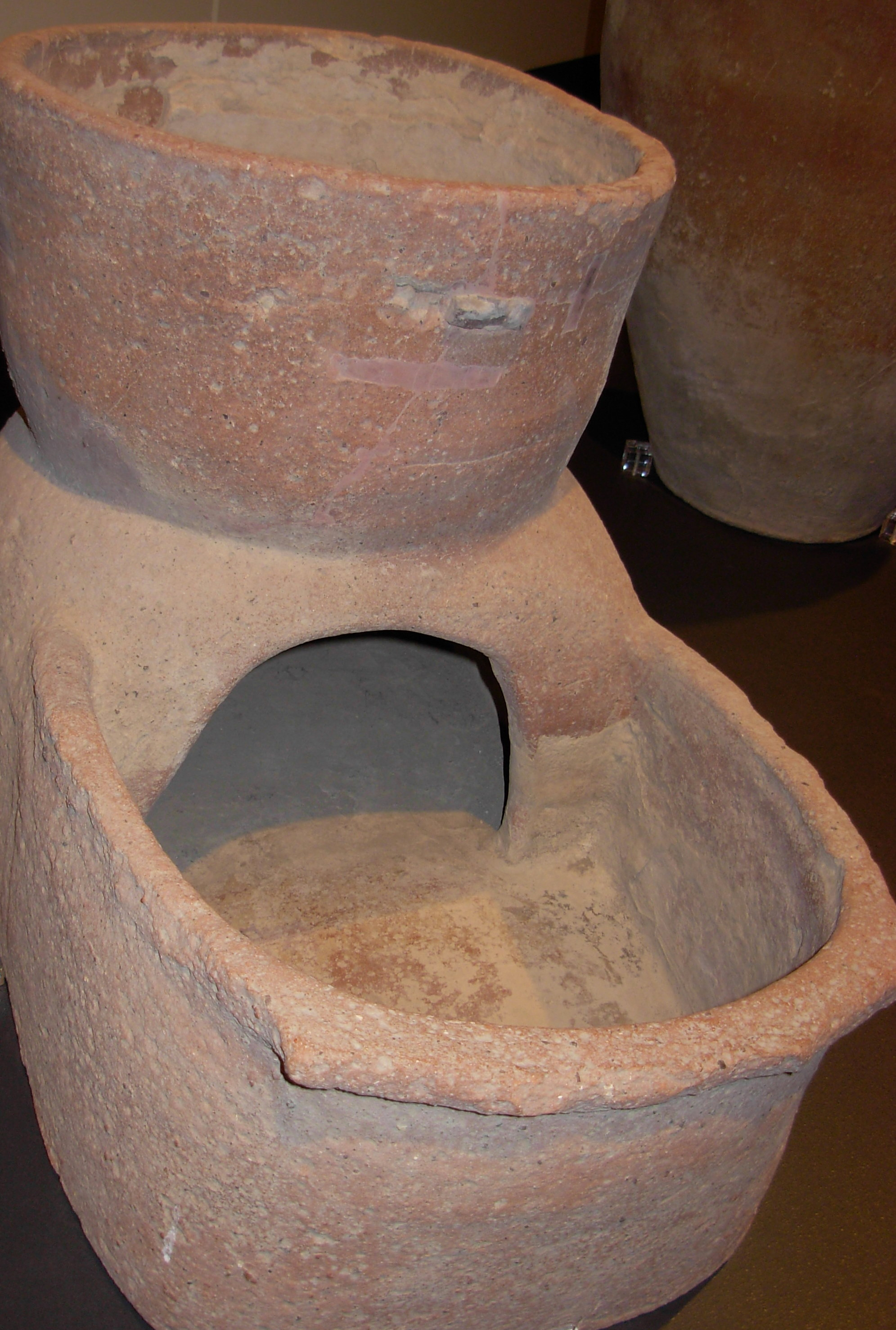

## 家用電烤箱
現代家用烤箱大多採用電力作為能源使能量供應更穩定，減少烘培失敗的機率，主要由這幾項零件組成：
- 溫控開關：溫控開關負責維持烤箱溫度，溫度達到要求時斷電，低於要求時供電
- 保溫材：保溫材負責防止熱能流失，熱能流失會讓烤箱較耗電，也可能造成溫度不如預期
- 電熱裝置：這部份通常會採用金屬加熱管或鹵素燈管
- 風扇：讓烤箱內空氣對流，避免肉品加熱後有外熟內生的問題
- 定時器：負責控制加熱時間

除了烤箱本身以外，一些配件也會影響烘培品質和便利性：
- 烤網：一般用途
- 淺烤盤：製作餅乾、麵包
- 深烤盤：製作蛋糕
- 石板：製作法國麵包
- 模型：常見的有吐司模、餅乾模、蛋塔模等，固定形狀用
- 均勻版：大部分烤箱有左右溫度不均的現象，尤其是製作蛋糕時會造成蛋糕龜裂，這時需要使用均勻版確保品質
- 旋轉式烤叉：烤雞
- 旋轉式烤籠：烤馬鈴薯加工品
- 集塵盤：放在烤箱最下方，集中低下的油漬和碎屑，減少清潔負擔
- 溫度計：溫控開關老化後會產生溫差，這時後實際溫度會遠低於設定溫度。如果烤箱體積較小，溫度常會高於旋鈕的設定值，因此需要用溫度計修正

## 烤箱等級差異
市售家用烤箱設計上大同小異，但不同的用料會決定烘培品質，大多數採用下表的配置：
| 烤箱等級   | 溫控開關 | 溫控開關形式 | 加熱管 (上火+下火) | 保溫材 | 常見問題               |
| ---------- | -------- | ------------ | ------------------ | ------ | ---------------------- |
| 迷你烤箱   | 1        | 簧片式       | 1+1                | 無     | 溫差太大、空間不足     |
| 消費型烤箱 | 1~2      | 簧片式       | 2+2                | 無     | 溫差太大、加熱不均     |
| 玩家級烤箱 | 2        | 液脹式或 PID | 2+2 ~ 4+4          | 無     | 天冷時無法維持預定溫度 |
| 專業級烤箱 | 2        | 液脹式或 PID | 2+2 ~ 4+4          | 有     |                        |

其他設計差異，有旋風、內視燈、旋轉器、發酵功能等。

## 老化故障與風險

### 玻璃自爆
烤箱門的設計如果只有一層玻璃，當應力不均時可能會在無外力狀況下飛濺而傷害人體，這種風險即使在沒開機的狀況下也可能發生。改裝玩家會使用鋁箔貼紙貼在玻璃門內部，玻璃碎裂時可以避免飛濺，也讓玻璃受熱較為均勻。

### 老化故障
大多數烤箱供應商提供 1~2 年的保固，而烤箱也經常在這時候發生溫差太大的狀況，或是加熱管不導電，大部分消費者會選擇在這時候丟棄烤箱，但是某些具備電工背景的烘培玩家認為這是廠商對產品做了預定壽命的設計，因此會在烤箱過保固時將老化的零件更換並且升級，升級後的烤箱甚至比新品有更好的表現，而常見消耗性故障有幾種：
- 簧片式溫控開關老化：這會導致溫度失真，改裝玩家升級成液脹式溫控開關或 PID 溫控開關
- 電線端子燒毀：如果製造商選用較薄的端子，長時受熱會使端子燒斷而導致的加熱管失效，消費者常誤以為是加熱管燒毀，改裝玩家會升級成較耐用的端子
- 保溫能力不足：若機身保溫性不佳，烤箱很難維持在攝氏 180 度以上，改裝玩家會使用斷熱材料填充機身，如玻璃纖維棉或是陶瓷纖維棉等